# Centre médico-psycho-pédagogique
En France, les centres médico-psycho-pédagogiques (CMPP) sont des établissements médico-sociaux qui proposent des consultations et des soins ambulatoires à des enfants et des adolescents, en lien avec leur entourage familial. 
Ils peuvent être gérés par des associations loi de 1901 de tailles très diverses, allant de l'association gérant un établissement à de grandes associations d'audience nationale (ex. : APF, APAJH, les PEP, Croix Rouge, Groupe SOS) mais également par des collectivités territoriales (municipalités, conseils départementaux) ou de grands organismes (SNCF, CAF ..)
Ils ont pour mission d'assurer le diagnostic et les soins des enfants ou adolescents présentant des troubles du développement psychique et d'aider ainsi le patient en le maintenant dans son milieu familial, scolaire ou professionnel et social, diagnostic et traitement étant effectués en consultations ambulatoires. La famille reçoit, au centre, toutes les indications nécessaires au soin de l'enfant et éventuellement toutes les thérapeutiques lorsque, dans l'intérêt de l'enfant, elles ne peuvent être dispensées ailleurs. 
La mission des CMPP est ainsi de prendre en compte la souffrance de l'enfant et de faciliter les relations avec son environnement familial, scolaire et social. Les actions peuvent être préventives, afin d'éviter l'apparition de troubles mais elles peuvent également faire face à des difficultés avérées pour éviter des aggravations ou des troubles chroniques. Dans ce cadre, est essentiel le travail de liaison avec les partenaires extérieurs directement concernés par l'enfant (institutions et services de la santé, de l'éducation, de la justice, du secteur social, médecins, paramédicaux...). Il ne se fait, bien sûr, qu'avec l'accord des parents.
Le CMPP procède d'abord à une évaluation des difficultés, puis propose un projet individuel personnalisé de prise en charge. Ce projet associe toujours les parents au suivi de leur enfant.
De fait, les CMPP reçoivent tout le spectre des difficultés et affections pédopsychiatriques. Ils peuvent également être consultés pour un simple avis pour un enfant ou un adolescent en situation ponctuellement préoccupante.

## Organisation

### Équipe professionnelle
Chaque CMPP comprend une équipe composée de médecins, psychomotriciens, orthophonistes, de psychologues, d’éducateurs, d'assistantes sociales et, dans le cadre de partenariats avec l'éducation nationale, de pédagogues ou psychopédagogues.

### Statut
Comme le précise le rapport de la DREES, cité en note « Ces structures se situent aux frontières du médico-social et de la psychiatrie ; elles proposent des prestations proches des centres de consultation de psychiatrie infanto-juvénile. » Les CMPP participent ainsi à la mise en œuvre de la politique de santé mentale en faveur des enfants et des adolescents, précisée dans la circulaire du 11 décembre 1992. Les CMPP sont régis par le Code de la santé publique et par l’annexe XXXII du décret du 9 mars 1956. Leur financement est assuré par l’assurance maladie sous la forme d’un prix de séance dont la tarification est fixée par le directeur général de l’agence régionale de santé.

### Droits des enfants, adolescents et familles suivis
Les enfants et adolescents ainsi que les membres de leur famille bénéficient des mêmes garanties du respect de leurs droits fondamentaux que les publics accueillis ou accompagnés dans les autres catégories d’ESSMS.

## Pratique

### La consultation au CMPP
La consultation au CMPP est toujours une démarche libre des intéressés, enfants, parents, tuteurs légaux, même si elle a pu être conseillée ou impulsée par des tiers (intervenants, scolaires, médicaux, sociaux, entourage amical ou familial). Les difficultés présentées peuvent être psychologiques, psychopathologiques, relationnelles, psychosomatiques, scolaires, de communication ou de comportement, éducatives ou d'apprentissage (langage oral, écrit, maîtrise corporelle...).

### Les différentes phases du travail avec l'enfant et sa famille
En général, après avoir pris rendez vous au CMPP, le patient et sa famille sont reçus par un consultant le plus souvent médecin pédo-psychiatre ou psychologue. Au cours de cette ou ces  premières consultations, sont évoqués les difficultés que rencontre l'enfant et le contexte dans lequel elles surviennent. Après un temps d'évaluation, qui peut être appuyé sur un certain nombre de bilans spécialisés, il pourra être proposé un projet thérapeutique articulé autour d'une ou plusieurs interventions spécialisées.
Par exemple :
- une psychothérapie individuelle avec l'enfant ou l'adolescent, associée éventuellement à des entretiens avec le ou les parents.
- une psychothérapie familiale.
- une rééducation du langage écrit et langage oral.
- une rééducation logico-mathématique (et de raisonnement).
- une thérapie psychomotrice.
- une aide psychopédagogique.
- un groupe thérapeutique.
- un suivi medico-psychologique espacé (consultations thérapeutiques).

Le rythme des séances est souvent hebdomadaire. L'arrêt de la prise en charge se décide en concertation entre l'enfant, sa famille et le praticien. 
Structures de proximité, ouvert à tous, les consultations et les traitements y sont pris en charge en tiers-payant, sans avance de fond, et remboursés à 100 % par l’assurance maladie.